# Грабко Володимир Віталійович
Володимир Віталійович Грабко (нар. 11 лютого 1960, село Велика Левада, Хмельницька область) — перший проректор з наукової роботи та міжнародного співробітництва Вінницького національного технічного університету (2021-2023), доктор технічних наук, професор, ректор ВНТУ (2010-2021), академік Транспортної академії наук України, відмінник освіти України (2009), заслужений діяч науки і техніки України (2017).

## Життєпис
Володимир Грабко народився 11 лютого 1960 року в селі Левада Городоцького району Хмельницької області у сім'ї енергетика. У 1975 році закінчив Великолевадську середню школу і вступив до Кам'янець-Подільського індустріального технікуму. Упродовж 1979—1984 рр. навчався на енергетичному факультеті Вінницького політехнічного інституту за спеціальністю «Електричні системи», здобув диплом ВПІ з відзнакою.

### Професійна діяльність
- 1984 — працював на посаді інженера в східному ПЕМ ВЕО «Вінницяенерго»
- 1985 — початок трудової діяльності у ВПІ на посаді старшого лаборанта кафедри електричних систем
- 1987—1990 — навчався в аспірантурі ВПІ
- 1990 — захистив кандидатську дисертацію на тему «Методы и средства технической диагностики выключателей больших электрических токов» за спеціальністю 05.11.16 — «Інформаційно-вимірювальні системи», присвоєння наукового ступеню кандидата технічних наук
- 1991—1992 — робота на посаді старшого викладача кафедри Електричних систем та мереж ВПІ
- 1993 — отримує вчене звання доцента кафедри Електричних систем та мереж ВПІ
- 1993—2010 — займав посади заступника проректора з наукової роботи, проректора з наукової роботи та першого проректораВПІ, ВПІ та ВПІ
- 2004 — захистив докторську дисертацію на тему «Методи і пристрої для технічної діагностики та автоматичного керування силовим електрообладнанням» за спеціальністю 05.13.05 — «Елементи та пристрої обчислювальної техніки та систем керування», присвоєння наукового ступеню доктора технічних наук
- 2004 — обраний завідувачем кафедри Електромеханічних систем автоматизації в промисловості і на транспорті
- 2005 — отримує вчене звання професора
- 2010-2020  — ректор ВНТУ
- 2021-2023  — перший проректор з наукової роботи та міжнародного співробітництва
- 2023 — професор кафедра комп'ютеризованих електромеханічних систем і комплексів ВНТУ.

### Звання та нагороди
- 2005 — нагороджений Почесною грамотою Вінницької обласної державної адміністрації та обласної Ради за багаторічну сумлінну працю, вагомий особистий внесок у розвиток національної освіти, високий професіоналізм та з нагоди Дня працівника освіти
- 2007 — оголошена Подяка Міністерства освіти і науки України за плідну роботу з обдарованою студентською молоддю
- 2009 — оголошена Подяка Прем'єр-міністра України за сумлінну працю, вагомий особистий внесок у реалізацію державної політики у сфері наукової і науково-технічної діяльності та з нагоди професійного свята Дня науки
- 2009 — нагороджений Почесною грамотою Міністерства освіти і науки України за вагомий внесок у розвиток наукової, науково-технічної та інноваційної сфери України
- 2009 — нагороджений нагрудним знаком «Відмінник освіти України»
- 2012 — Золота медаль на VII Міжнародному салоні винаходів і нових технологій «Новий час» за Пристрій для вимірювання ресурсу високовольтного комутаційного апарату
- 2017 — Заслужений діяч науки і техніки України
- 2024 — Грамота Вінницького національного технічного університету [1].

## Наукова діяльність
В. В. Грабко є автором понад 500 наукових публікацій, серед яких більше 10 монографій, один підручник, понад 10 навчальних посібників, більше 300 патентів України та авторських свідоцтв СРСР. Наукові інтереси — застосування інформаційних технологій в електроенергетиці та електромеханіці. Науковий напрям — розробка математичних методів та моделей процесів, що протікають в енергетичних та електромеханічних системах, синтезі інформаційно-вимірювальних систем автоматичного та автоматизованого керування цими процесами.
Наукові розробки:
- система автоматичного регулювання напруги силовим трансформатором з пристроєм РПН
- система автоматичної компенсації ємнісних струмів в електричних мережах 6 — 10 кВ
- система діагностування групи високовольтних масляних вимикачів напругою 6 — 10 кВ
- система моніторингу високовольтного електрообладнання підстанцій 10 — 110 кВ
- засоби тепловізійного дослідження специфічних об'єктів спостереження

Член двох спеціалізованих рад із захисту докторських та кандидатських дисертацій [Архівовано 18 січня 2018 у Wayback Machine.] (Д 05.052.01, К 05.052.05) за спеціальностями 05.13.05 — «Комп'ютерні системи та компоненти» і 05.09.03 — «Електротехнічні комплекси та системи», бере активну участь у системі підготовки кадрів вищої кваліфікації. Під науковим керівництвом Грабка В. В. захищено понад 10 дисертацій на здобуття наукового ступеня кандидата технічних наук.

## Суспільна діяльність
- Член Міжгалузевої експертної Ради при МОНУ
- Заступник головного редактора, член редакційної колегії  наукового журналу «Вісник Вінницького політехнічного інституту» [Архівовано 25 жовтня 2019 у Wayback Machine.]
- Заступник головного редактора наукового журналу «Наукові праці Вінницького національного технічного університету» [Архівовано 25 жовтня 2019 у Wayback Machine.]
- Член редакційної колегії журналу «Оптико-електронні інформаційно-енергетичні технології» [Архівовано 7 серпня 2020 у Wayback Machine.]
- Голова наукового комітету Міжнародних науково-технічних та науково-практичних конференцій: «Оптимальне керування електроустановками»; «Енергоефективність в галузях економіки України»; «Інноваційні технології в будівництві»; «Методи та засоби кодування, захисту й ущільнення інформації»; «Інноваційні педагогічні технології у підготовці майбутніх фахівців з вищою освітою: досвід, проблеми, перспективи»; «Проблеми та технології підготовки наукових кадрів вищої кваліфікації в умовах інноваційного розвитку суспільства»; «Сучасні проблеми радіоелектроніки, телекомунікацій та приладобудування»
- Заступник голови програмного комітету Міжнародної науково-технічної конференції «Проблеми сучасної електротехніки-2012»
- Член оргкомітету регіональних науково-технічних конференцій професорсько-викладацького складу, співробітників та студентів університету з участю працівників науково-дослідних організацій та інженерно-технічних працівників підприємств м. Вінниці та області
- Член програмних та організаційних комітетів науково-технічних національних та міжнародних конференцій і семінарів

## Монографії
1. Грабко, В. В. Діагностування трансформаторів власних потреб та систем технологічних захистів енергоблока теплової електростанції: монографія / В. В. Грабко, Д. О. Березницький ; ВНТУ. — Вінниця: ВНТУ, 2010. — 124 с. — [Архівовано 11 жовтня 2017 у Wayback Machine.] ISBN 978-966-641-345-4.
2. Грабко, В. В. Метод та засоби оптимізації роботи електроприводів насосної станції водопостачання: монографія / В. В. Грабко, М. М. Мошноріз ; ВНТУ. — Вінниця: ВНТУ, 2011. — 138 с. — [Архівовано 11 жовтня 2017 у Wayback Machine.] ISBN 978-966-641-425-3.
3. Грабко, В. В. Методи і засоби для дослідження об'єктів, що обертаються, за тепловими полями: монографія / В. В. Грабко, Вал. В. Грабко ; ВНТУ. — Вінниця: УНІВЕРСУМ — Вінниця, 2008. — 155 с. — [Архівовано 11 жовтня 2017 у Wayback Machine.] ISBN 978-966-641-258-7.
4. Грабко, В. В. Методи та інформаційно-вимірювальні системи для технічної діагностики силових косинусних конденсаторів: монографія / В. В. Грабко, М. П. Боцула ; МОН України. — Вінниця: УНІВЕРСУМ-Вінниця, 2003. —144 с. — [Архівовано 11 жовтня 2017 у Wayback Machine.] ISBN 966-641-069-9.
5. Грабко, В. В. Моделі і засоби регулювання напруги за допомогою трансформаторів з пристроями РПН: монографія / В. В. Грабко ; МОН України. — Вінниця: УНІВЕРСУМ-Вінниця, 2005. —109 с. — [Архівовано 11 жовтня 2017 у Wayback Machine.] ISBN 966-641-115-6.
6. Грабко, В. В. Моделі та системи технічної діагностики високовольтних вимикачів: монографія / В. В. Грабко, Б. І. Мокін. — Вінниця: УНІВЕРСУМ-Вінниця, 1999. — 74 с. — [Архівовано 11 жовтня 2017 у Wayback Machine.] ISBN 966-7199-68-1.
7. Грабко, В. В. Система автоматичного керування трансформаторами з поздовжньо-поперечним регулюванням напруги під навантаженням: монографія / В. В. Грабко, С. М. Левицький ; ВНТУ. — Вінниця: ВНТУ, 2010. — 120 с. — [Архівовано 11 жовтня 2017 у Wayback Machine.] ISBN 978-966-641-335-5.
8. Мокин, Б. И. Математические модели и информационно-измерительные системы для технической диагностики трансформаторных вводов: монография / Б. И. Мокин, В. В. Грабко, Д. Т. Вьет. — Винница: ВДТУ «УНІВЕРСУМ-Вінниця», 1997. — 130 с.
9. Грабко, В. В. Технічне діагностування автоматичних аналогових керуючих пристроїв електропривода [Текст] : монографія / В. В. Грабко, С. М. Бабій. – Вінниця : ВНТУ, 2010. – 106 с. - ISBN 978-966-641-349-2. [Архівовано 11 жовтня 2017 у Wayback Machine.]